# جورج إف. ميريل
جورج إف. ميريل هو سياسي أمريكي، ولد في 17 فبراير 1847، وتوفي في 31 يناير 1941. نشط حزبياً في الحزب الجمهوري. وقد انتخب عضو مجلس ولاية ويسكونسن ‏.